# Gemeindesteuer (Schweiz)
Bei Gemeindesteuern steht in der Schweiz das Steueraufkommen für bestimmte Steuerarten den Gemeinden zu, die auch die Steuerhoheit ausüben.

## Allgemeines
Ähnlich wie in Deutschland liegt die Steuerhoheit für bestimmte Steuerarten bei Bund, Kantonen und Gemeinden, wobei jede Gemeinde selbst die Höhe der Steuer festsetzen kann, was zu erheblichen Unterschieden innerhalb der Schweiz führt. Auf Bundesebene gibt es die Direkte Bundessteuer, auf Kantonsebene die Kantonssteuern.

## Einteilung
Aus der Gliederung in Bund, Kantone und Gemeinden ergibt sich folgende Ertragshoheit:
| Steuerhoheit          | direkte Steuer                                                                              | indirekte Steuer                                                                 |
| --------------------- | ------------------------------------------------------------------------------------------- | -------------------------------------------------------------------------------- |
| Direkte Bundessteuern | Einkommenssteuer, Quellensteuer, Stempelsteuer, Verrechnungssteuer, Wehrpflichtersatzabgabe | Biersteuer, Mehrwertsteuer, Mineralölsteuer, Tabaksteuer, Steuer auf Spirituosen |
| Kantonssteuern        | Einkommenssteuer, Vermögenssteuer, Erbschaftssteuer, Schenkungsteuer, Liegenschaftssteuer   | Motorfahrzeugsteuer, Stempelsteuer, Billettsteuer                                |
| Gemeindesteuern       | Einkommenssteuer, Vermögenssteuer, Kopfsteuer/Personalsteuer, Liegenschaftssteuer           | Sackgebühr, Abwassergebühr, Hundesteuer, Billettsteuer                           |

Direkte Steuern werden auf Einkommen, Vermögen und Kapitalertrag erhoben, indirekte Steuern belasten den Verbrauch (etwa Kraftstoff), Besitz (Kraftfahrzeug) oder den Aufwand (Sackgebühr).

## International
In Deutschland können Gemeinden eigene Gemeindesteuern erheben, die Teil der Kommunalabgaben sind. Hierdurch gibt es vier verschiedene Ertragshoheiten (Bundessteuern, Gemeinschaftsteuern, Ländersteuern und Gemeindesteuern). In Österreich wird die Einführung von Gemeindesteuern diskutiert. Der österreichische Föderalismus weist im internationalen Vergleich eine besonders geringe Autonomie bei Staatseinnahmen sowohl auf Länder- als auch auf Gemeindeebene auf. Die Finanzierung der Ausgaben erfolgt in überwiegendem Maße über die Anteile an den gemeinschaftlichen Bundessteuern. Für die Ebene der Gemeinden eignen sich die Grundsteuer und die Kommunalsteuer.
In den USA wird die Bundessteuer (englisch Federal Tax) zentral vom Internal Revenue Service verwaltet. Die wenig systematische Aufteilung der Steuerhoheit kann dazu führen, dass neben den US-Bundessteuern auch die Steuern auf der Ebene der US-Bundesstaaten (englisch State Taxes) und gegebenenfalls auf der lokalen Ebene der Städte und Munizipalitäten (englisch Local Taxes) kumulativ bei derselben Steuerart anfallen.